# Cantharellus atrolilacinus
Cantharellus atrolilacinus é uma espécie de fungo pertencente à família Cantharellaceae.